# Tipula (Acutipula) kinangopensis
Tipula (Acutipula) kinangopensis is een tweevleugelige uit de familie langpootmuggen (Tipulidae). De soort komt voor in het Afrotropisch gebied.